# 馬蒂·尼凱寧
馬蒂·恩西奥·尼凱寧（芬蘭語： 发音ⓘ，1963年7月17日—2019年2月4日），芬兰男子跳台滑雪运动员，他在1981至1991年间参赛。他总共赢得过5枚冬奥会奖牌（其中4枚金牌）、9枚世界锦标赛奖牌（5枚金牌）及22枚芬兰锦标赛奖牌（14枚金牌），被誉为有史以来最伟大的男性跳台滑雪运动员之一。他在1988年冬季奥林匹克运动会赢得了三枚金牌，同荷兰运动员伊冯娜·范亨尼普一道成为该届冬奥会上赢得奖牌最多的运动员。
尼凯宁是历史上唯一赢过所有五项赛事的跳台滑雪运动员：冬奥会金牌（3次）、世界跳雪锦标赛冠军（一次）、世界飞台滑雪锦标赛冠军（一次）、四次世界杯大满贯、及跳台滑雪四站赛冠军（两次）。他的四次世界杯大满贯的记录与亚当·马维什及高梨沙罗共享。尼凯宁也是历史上唯一五次打破跳雪最远记录的男运动员。

## 生平
2019年2月4日，馬蒂·尼凱寧逝世，享年55岁，他在逝世前曾被诊断患糖尿病。